# Bakerloo Line

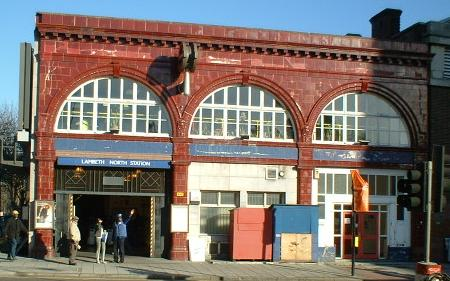
Cechą charakterystyczną wielu stacji odcinka podziemnego Bakerloo Line są nadziemne budynki z elewacją wykładaną terakotą. Na zdjęciu stacja Lambeth North

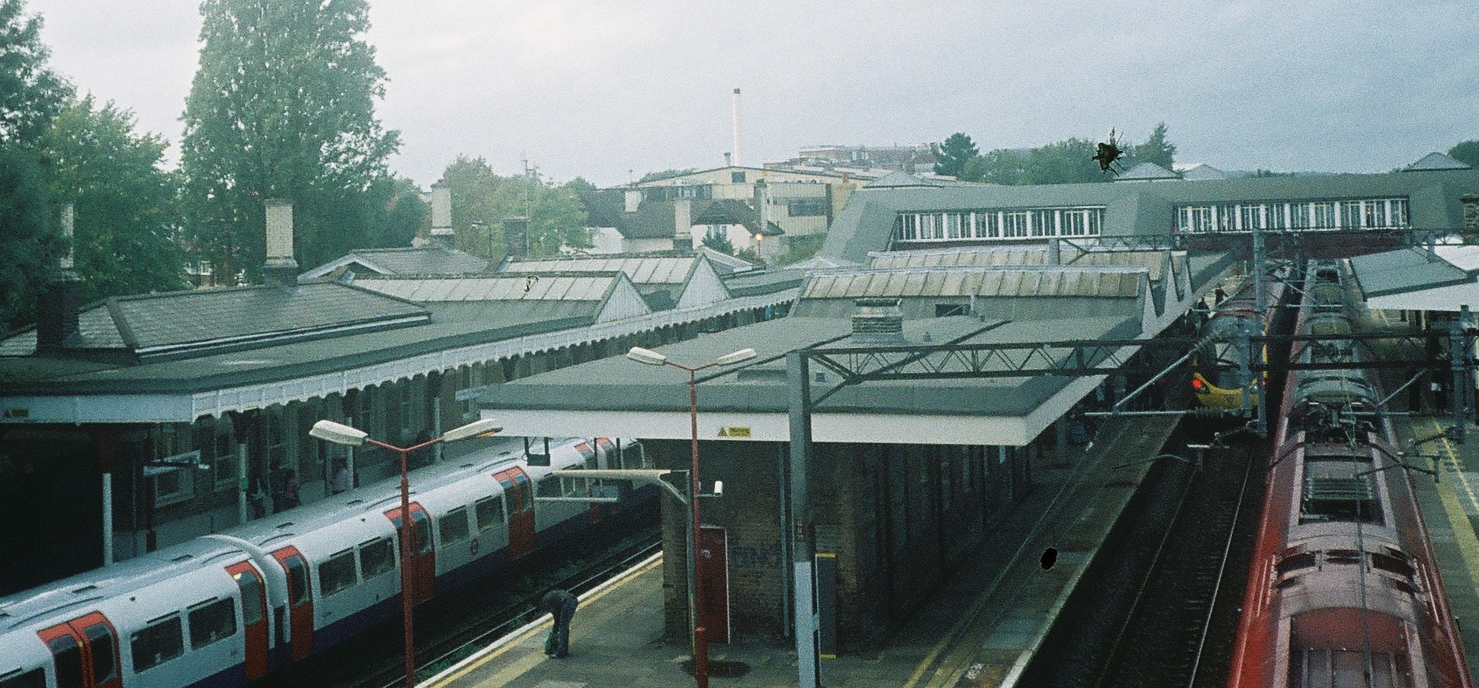
Stacja kolei i metra Harrow & Wealdstone, na której kończy się linia Bakerloo Line od północnej strony

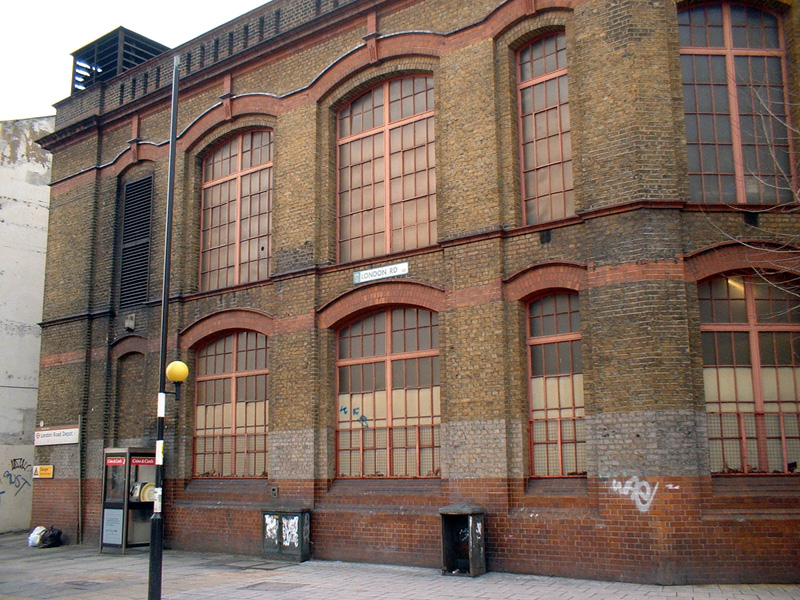
Zajezdnia za krańcem Elephant & Castle

Bakerloo Line – jedna z linii głębokiego metra w Londynie, piąta pod względem długości w stolicy Anglii. Została uruchomiona w 1906 roku. Liczy 23,2 kilometra długości. Na jej trasie znajduje się 25 stacji, w tym 15 podziemnych i 10 naziemnych. Korzysta z niej ok. 96 mln pasażerów rocznie. Na mapach sieci metra tradycyjnie oznaczana jest kolorem brązowym. Słowo „Bakerloo” było początkowo przydomkiem, jaki linia zyskała tuż po swoim otwarciu. Jej oficjalna nazwa brzmiała wówczas Baker Street and Waterloo Railway. Potoczne określenie szybko stało się tak popularne, że linia wkrótce została przemianowana.

## Kalendarium
- 10 marca 1906 - otwarcie linii, pociągi kursują między stacjami Baker Street i Lambeth North
- 5 sierpnia 1906 - przedłużenie na południe, nowym krańcem zostaje Elephant & Castle
- 27 marca 1907 - przedłużenie na północ, do Marylebone
- 15 czerwca 1907 - przedłużenie na północ, do Edgware Road
- 1 grudnia 1913 - przedłużenie na północ, do Paddington
- 31 stycznia 1915 - przedłużenie na północ, do Kilburn Park
- 11 lutego 1915 - przedłużenie na północ, do Queen’s Park
- 10 maja 1915 - przedłużenie na północ, do Willesden Junction; Bakerloo jako pierwsza linia w historii metra zaczyna współużytkować perony z liniami kolejowymi
- 16 kwietnia 1917 - przedłużenie na północ do Watford Junction
- 20 listopada 1939 - otwarcie odgałęzienia linii od Baker Street do Stanmore. Na odcinku od Baker Street do Finchley Road biegnie ono nowo wybudowaną trasą, zaś dalej do Stanmore Bakerloo przejmuje dotychczasowy odcinek Metropolitan Line.
- 1 maja 1979 - odłączenie odgałęzienia do Stanmore, staje się ono częścią nowej Jubilee Line.
- 24 października 1982 - skrócenie linii poprzez przeniesienie krańca północnego na Stonebridge Park, obsługę stacji dalej na północ przejmuje kolej
- 4 czerwca 1984 - ponowne wydłużenie trasy na północ, krańcem staje się Harrow & Wealdstone

## Przebieg linii
Linia składa się z 25 stacji. Północnym krańcem jest stacja Harrow & Wealdstone. Pierwsze 10 stacji znajduje się na powierzchni. Wszystkie one przynależą do sieci kolejowej i równocześnie z metrem korzystają z nich inni przewoźnicy, przede wszystkim London Overground. Około 300 metrów za stacją Queen’s Park pociągi wjeżdżają do tunelu. Wszystkie kolejne stacje znajdują się pod ziemią. Na południu końcową stacją jest Elephant & Castle. Niektóre kursy, zwłaszcza w godzinach szczytu, realizowane są na trasie skróconej z Queen’s Park do Elephant & Castle. Linia Bakerloo należy do linii typu deep line, co oznacza, iż na odcinku podziemnym tor w każdą stronę biegnie w osobnym tunelu, na głębokości średnio 20 metrów.

## Tabor

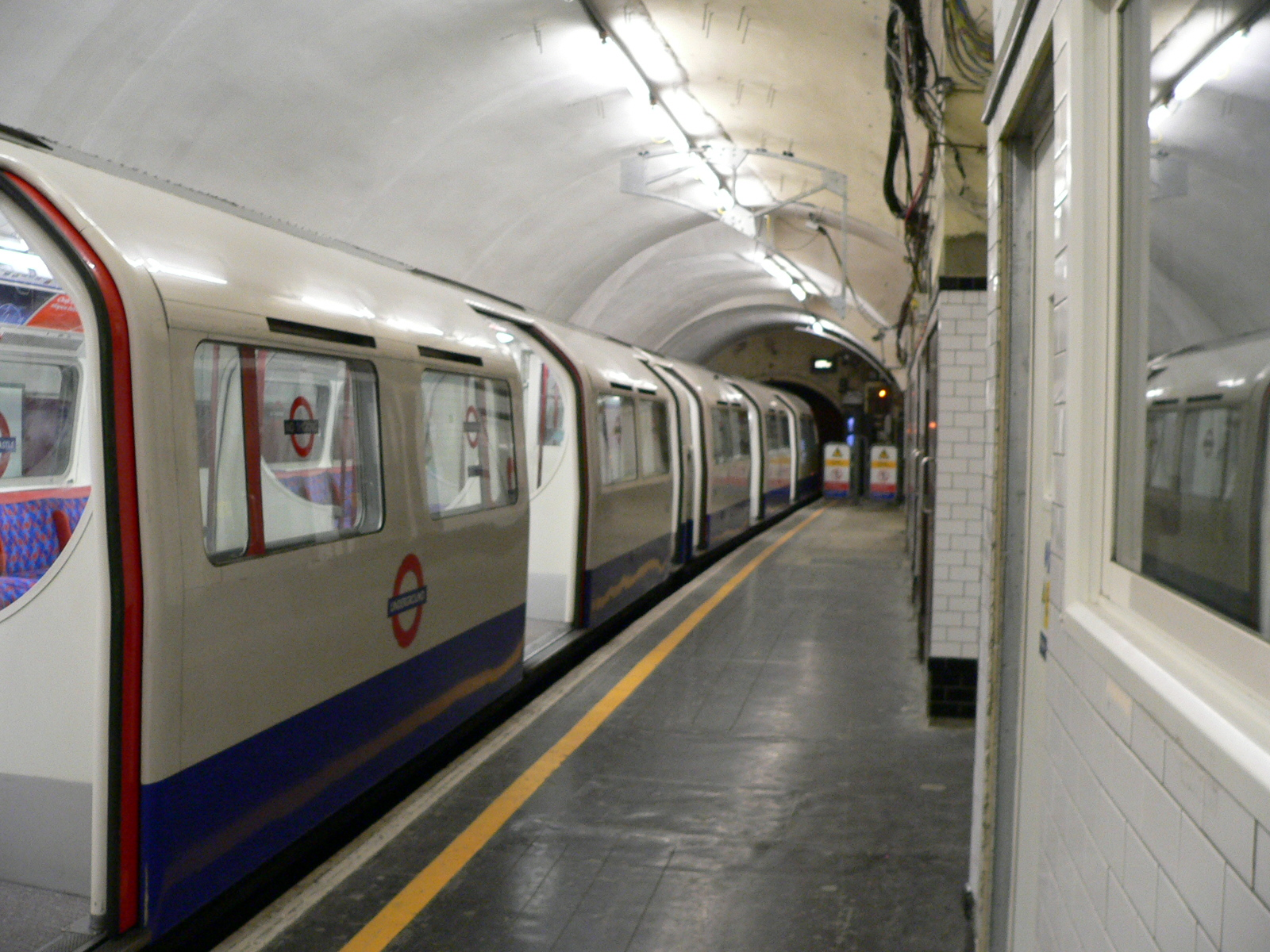
Pociąg Bakerloo Line na krańcu Elephant & Castle.

Na Bakerloo używane są pociągi klasy 1972 Stock. Linia obsługiwana jest równocześnie przez 32 składy (w godzinach szczytu, razem z rezerwą). Obsługa techniczna pociągów odbywa się w zajezdni w pobliżu stacji Stonebridge Park. Miejsca postojowe przygotowano także przy stacjach Queen’s Park oraz Elephant & Castle. W imieniu władz samorządowych Londynu linią zarządza ich ajent, firma Metronet Rail.